# Гайдош
Га́йдош — село в Україні, в Ужгородському районі Закарпатської області, орган місцевого самоврядування — Середнянська селищна громада. Населення становить 454 особи (станом на 2001 рік). Село розташоване на сході Ужгородського району, за 16,8 кілометра від районного центру.

## Назва
Назва походить від прізвища Гойда.

## Географія
Село Гайдош знаходиться за 30 км на схід від м. Ужгород, фізична відстань до Києва— 592,1 км.

### Присілки
Козно
Козно — колишнє село в Україні, в Закарпатській області. Обєднане з селом Гайдош
Згадки: 1600 рік: назва — «Koznyo»

## Історія
Відоме з XIV століття.

## Політика

### Парламентські вибори, 2019
На позачергових парламентських виборах 2019 року у селі функціонувала окрема виборча дільниця № 210562, розташована у приміщенні клубу.
Результати
- зареєстровано 309 виборців, явка 55,66%, найбільше голосів віддано за «Слугу народу» — 54,44%, за Всеукраїнське об'єднання «Батьківщина» — 21,89%, за Українську стратегію Гройсмана — 6,51%.[5] В одномандатному окрузі найбільше голосів отримав Андрій Андріїв (самовисування) — 36,69%, за Михайла Фединця (Єдиний центр) — 21,30%, за Олександра Пекаря (Слуга народу) — 14,79%[6].

## Населення
Станом на 1989 рік у селі проживало 489 осіб, серед них — 222 чоловіки і 267 жінок.
За даними перепису населення 2001 року у селі проживало 454 особи. Рідною мовою назвали:
| Мова       | Кількість осіб | Відсоток |
| ---------- | -------------- | -------- |
| українська | 449            | 98,90%   |
| російська  | 5              | 1,10%    |

## Релігія
До XIX ст. церковна громада села Гайдош належала до церковного приходу села Кузьмино, куди люди і ходили до храму.
Функціонують релігійні громади:
- Релігійна громада Української православної церкви Свято-Різдва-Богородичної церкви

## Туристичні місця
- Вуличова гора
- гора Янкув верх